# Bjarne Nerem
Bjarne Arnulf Nerem, född 31 juli 1923 i Kristiania (nuvarande Oslo), död där 1 april 1991, var en norsk jazzmusiker (tenorsaxofon).
Bjarne Nerem var verksam i Sverige 1947–1949 och 1953–1970. Han kom till Sverige för engagemang hos Thore Jederby, fortsatte hos Nisse Skoog, Simon Brehm, Ernie Englund, Ove Lind och Arne Domnérus i vars krets på Nalen i Stockholm han länge ingick. Under sent 1950-tal spelade han också i Harry Arnolds radioband. Han var en av Skandinaviens främsta tenorsaxofonister.
Nerem var 1949–1955 gift med frisören Liv Rasten (född 1932) och 1956 med svenska sömmerskan Aino Christensen (1926–1965), dotter till Axel Christensen och förut gift med Simon Brehm. De var gifta till hennes död 1965. Omkring 1970 återvände han till Norge. Bjarne Nerem var också gift med Gro Nerem.

## Filmografi
- 1949 – Kvinnan som försvann - musiker
- 1953 – Resan till dej - musiker

## Priser och utmärkelser
- 1971 – Gyllene skivan för How Long Has This Been Going On
- 1980 – Buddyprisen[4]
- 1987 – Gammleng-prisen